# Собрадиньо (Федерален окръг)
Вижте пояснителната страница за други значения на Собрадиньо.
Собрадѝньо (на португалски: Sobradinho) е административен регион на Федералния окръг в Бразилия. Намира се на 22 км североизточно от центъра на град Бразилия. Населението му е около 129 000 души (2009).

## Личности
В Собрадиньо е роден футболистът Димба (р. 1973).